# Godzilla (szereplő)
Godzilla (ゴジラ; átírással Gojira; Godzsira) egy japán kitalált filmszereplő, kaidzsú, vagyis óriásszörny. Először Honda Isiró rendező és a Toho filmstúdió 1954-es Godzilla (vagy Godzsira) című filmjében szerepelt. A karakter világhírnévre tett szert, és a popkultúra egyik legismertebb fiktív alakjává vált. 2017-ig összesen 30 japán filmje jelent meg, 1998-ban egy amerikai feldolgozás is készült, és egy attól független amerikai film 2014-ben került bemutatóra. Filmeken kívül számos egyéb médiában is szerepelt, úgy mint képregényekben, videójátékokban, rajzfilmekben és könyvekben. Hírességére tekintettel, valamint az első film angol alcíme után szokás a „Szörnyek királya” („King of the Monsters”) címmel utalni rá.
Godzilla karaktere filmográfiája során számos átalakításon ment keresztül, mérete az 50-100 méteres magasságok között váltakozott, időnként új képességeket nyert, de mindvégig jellemző volt rá metaforikussága. Megalkotásának inspirációjául a második világháború alatt Hirosimát és Nagaszakit leromboló atombombák, továbbá a Szerencsés Sárkány 5. nevű halászhajó katasztrófája szolgáltak. Godzilla a nukleáris fegyverek okozta fenyegetés allegóriájának tekinthető, tágabb viszonylatban az emberiség felelőtlenségére figyelmeztet. Noha az emberek ellenségeként mutatkozott be, némelyik filmben a hős szerepét is betöltötte.

## Jellemzők
Godzilla sokat változott az évtizedek alatt, de fő tulajdonságai végig megmaradtak. Kinézete alapvetően dinoszaurusz-szerű, a Tyrannosaurus, Stegosaurus és Iguanodon tulajdonságai tükröződnek rajta, ahogy azokat az 1950-es években elképzelték – Godzilla jellegzetes, felegyenesedett testtartásáról azóta tudjuk, hogy nem volt jellemző ezen őslényekre. Godzilla eleinte egy meghatározatlan nemzetségbe sorolható dinoszaurusz, aki az atombomba hatására mutálódott, elnyerve így óriási méretét és különleges képességeit. Az 1991-es Godzilla vs. King Ghidorah című filmben derül ki, hogy hogyan nézett ki mutáció előtti korában. A fiktív Godzillasaurus nemzetségbe tartozik, mely a történet szerint a Japánhoz közeli szigeteken élt. Mutációja előtt óriás méretén kívül nem rendelkezett egyedi képességekkel, de a közeli szigetek lakói legendákat meséltek róla.
Habár Godzilla jellemzően óriási, mérete szinte filmenként változik. Az eredeti változat 50 méteres, 20 000 tonnás és az 1991-es változat 100 méteres, 60 000 tonnás határai között ingadozik a mérete. Hossza filmtől függően 100-tól 200 méter lehet. Eddigi második legnagyobb méretét a 2014-es amerikai reboot filmben érte el. A 2014-es filmben 108,2 méter magas és 90 000 tonna tömegű, de a 2016-os Godzilla Resurgence című filmben még nagyobb, 118,5 méter magas.
Bőre durva, egyenetlen, ami utalás az atomtámadások túlélőinek bőrelváltozásaira. Színe a köztudattal ellentétben sötétszürke, és csak kevés film ábrázolta zöldnek – az eredeti film amerikai plakátjai szintén tévesen zöldre festették, a forgatáshoz használt jelmez azonban barna színű volt. Érdekesség, hogy Godzilla rendelkezik apró fülekkel. A Sóva szériában történt folyamatos áttervezései során ezek fokozatosan eltűntek, de a legtöbb későbbi filmben ismét megjelennek. A fülek mellett egyéb emlősszerű bélyegekkel is bírhat, például az ajkától elkülönülő orral. A legtöbb megjelenésében viszont hüllőszerű tulajdonságai kerülnek előtérbe. A 2014-es változat kopoltyúkat is kapott, hogy kiemelje kétéltű életmódját.
Godzilla neme egyik filmben sem merül fel, de azok angol nyelvű kiadásai hímneműnek titulálják. Az 1998-as amerikai feldolgozás szerint a lény alapvetően nemtelen, de képes nősténnyé válva utódokat nemzeni – mivel azonban az e filmben bemutatott szörnyet hivatalosan külön kezelik az eredeti Godzillától, ez nem tekinthető döntő érvnek neme meghatározásában.
Szerepkörét tekintve Godzilla volt mind negatív, mind pozitív karakter. Első filmszerepléseikor viszonylag egyszerű motivációk irányították, például éhség vagy harag. Később bonyolultabb személyiséget nyert, és már az emberiséggel szemben érzett dühe, bosszúvágya hajtotta – ugyanis az atomrobbanások tették őt torzzá. Tomijama Sogó producer mégsem tekinti gonosznak. A Sintó vallás pusztító isteneihez hasonlítja, aki kívül áll az emberi moralitás szabályain. Akár az emberiség ellensége, akár annak segítője, többnyire sosem barátságos szándékkal védelmezi az embereket, és nincs tekintettel a számukra okozott kárra.
Nemcsak az emberekkel, de a más szörnyekkel való viszonya is filmenként változhat. Godzilla a Toho stúdió kaidzsú és tokuszacu univerzumának számtalan szörnyével és szuperhősével él együtt, akik között vannak ellenségei és társai. Legfőbb ellensége a King Ghidorah nevű háromfejű, földönkívüli sárkány, de visszatérő ellenfele a szintén idegen kiborg Gigan és a Mechagodzilla nevű mesterséges robot is. Társai közé tartozik Mothra, az óriáslepke, Rodan, a mutáns Pteranodon és Anguirus, az óriás páncélos dinoszaurusz – megjegyzendő, hogy eleinte mind az ellenségei voltak, és néhány későbbi mű szintén akként kezeli őket. Továbbá majdnem minden filmben megütközik a Japán Önvédelmi Haderővel is.
A szörny intelligenciája szintén változhat. Általánosságban értelmesnek mondható, és számos filmben viszonylag bonyolult stratégiákat vet be ellenségeivel szemben. Olykor humorérzéke is van, győzelmét tánccal is megünnepelheti. A gyermeknevelés területén is mutat jártasságot, ugyanis örökbefogadott kicsinyeiről (Minilla és a Heiszei szériában bemutatkozott Godzilla Junior) igyekszik gondoskodni. A Ghidorah, the Three-Headed Monster című filmből kiderül, hogy saját nyelvén képes beszélni más szörnyekkel, a Godzilla vs. Gigan amerikai változatában pedig angolul is beszél.
Sok félreértésre adott okot, hogy Godzilla nem hasonlít valódi őslényre. A 90-es évek elején Kavakita Koicsi filmeffektes azon javaslatát, hogy adjanak neki élethűbb dinoszaurusz külsőt, Tanaka Tomojuki producer durván elutasította. A Godzilla vs. King Ghidorah filmben dinoszauruszból szörnyeteggé való átváltozásakor emberszerű jellegeket nyer, felegyenesedik – ez burkolt utalás lehet arra, hogy a készítők szándékosan kerülték az élethűséget. Tomijama szerint pont az abból adódó pátosz tette a lényt maradandó filmfigurává, hogy sem az emberekhez, sem a természethez nem tartozik. Roland Emmerich amerikai filmadaptációja részben a szörny állatszerű ábrázolása miatt bukott el.
A japán kaidzsúk antropomorf megjelenítése és karakterizációja főleg a humoros írásairól ismert Szekizava Sinicsi forgatókönyveire vezethető vissza. Nyugaton az óriásszörnyekre elpusztítandó, embertelen lényekként szokás tekinteni. Ehhez képest japán filmszörnyei a korábbi évtizedek amerikai horrorfilmjeinek emberibb szörnyeit idézik (például Drakula, a farkasember, a szörnyszülöttek), akik allegorikus vonzataikon túl önálló jellemmel ellátott karakterek, és képesek együttérzést kiváltani a nézőkből.

### Képességei
Méretéből fakadóan hihetetlen ereje van, és kiváló harcos.
Legjellegzetesebb képessége, hogy szájából koncentrált atomsugárzást képes lőni. Filmtől függően ez a sugár lehet fehér, kék vagy piros színű, gőz- vagy éppen tűzszerű. Bár az első filmekben páraszerűen szétterjedő leheletként jelenik meg, a későbbi filmekben Godzilla irányítani is képes a nyalábot. A sugárzás mindent megsemmisít, épületeket olvaszt el, éget, robbanásokat is okozhat. A lehelet használata előtt a szörny háti lemezei rendszerint világítani szoktak.
Godzilla másik fő képessége a hagyományos fegyverekkel szembeni ellenállása. A lövedékek lepattannak róla vagy csak kisebb sérüléseket okoznak neki. A hadsereg szokásos fegyverei, a rakéták és lövedékek hasztalanak ellene, és csak különleges fegyverekkel lehet legyőzni. Némelyik filmben az elektromosság képes neki ártani, viszont más filmekben csak felerősíti. Hasonlóan nagy ellenállást mutat a hővel szemben, például képes a lávában is életben maradni. Félig vízi lényként meghatározatlan ideig levegő nélkül is kibírja. Relatív sérthetetlenségének oka regeneráló képességében rejlik. Organizer G1 (más néven Regenerator G1) nevű génjei segítségével hihetetlenül gyorsan gyógyul, és képes a teljes testét akár apró szövetdarabokból is újraalkotni. Bár nem sérthetetlen, de hihetetlen erőfeszítés és technika alkalmazása vagy óriási járulékos kár okozása nélkül gyakorlatilag megsemmisíthetetlen.
A Godzilla Resurgence című film további képességekkel ruházta fel. Megszokott atomlehelete helyett előbb gázt és tüzet okád, mely fokozatosan egy vékony, lila sugárra összpontosul. Száján kívül képes ezt a hátából és a farka végén lévő második állkapcsából is kibocsátani. A túlhevülést a testében lévő hűtőfolyadék révén kerüli el, de emiatt sugártámadásai után a lény egy időre mindig lefagy. Ebben a filmben Godzilla fő sajátossága alkalmazkodóképessége, amit különböző fejlődési stádiumai jeleznek:
- Első formája teljes egészében vízi lény
- Második formája kijön a szárazföldre, hátsó lábakat növeszt, de még nem képes járni velük
- Harmadik formájában felegyenesedik, hüllőszerűvé válik, kis mellső végtagokkal
- Negyedik alakja, mely a legnagyobb, a hagyományos Godzilla dizájnra emlékeztet
- Ötödik alakjában megkísérel számos különálló lénnyé szétválni. Ezek vékony, embercsontvázra hasonlító szörnyek, melyek Godzilla kibomlott farkából válnak le.

Ezek mellett számos egyéb egyedi képességgel is rendelkezik, melyeket inkonzisztens módon alkalmaz a különféle filmekben, rajzfilmekben, képregényekben. Ilyen a lézerszem, tűzokádás, szupersebesség, mágnesesség, vagy a repülés képessége.

### Eredete
Godzillát az atomrobbanás sugárzása hozta létre, de más módon is létrejöhet. Az 1991-es Godzilla vs. King Ghidorah filmben például időutazók megakadályozzák, hogy a Godzillasaurus ki legyen téve az atomrobbanás hatásának, ezért még dinoszauruszként a tengerbe vetik. Itt azonban egy balesetet szenvedett nukleáris tengeralattjáróból szivárgó radioaktív anyagok egy még nagyobb Godzillává változtatják.
A  Godzilla, Mothra and King Ghidorah: Giant Monsters All-Out Attack című filmben Godzilla egy élőhalottként jelenik meg, akit a második világháború alatt életüket vesztett japán katonák lelkei támasztottak fel, mivel a japán nemzet elfojtotta a háború sötét emlékeit. A karakter rugalmas eredettörténete egy új példa lehet a filmsorozat visszatérő allegóriájára: Godzilla az emberi gonoszság velejárója, aki szembesíti az embereket bűneikkel.
A 2014-ben kiadott Godzilla című film univerzumában Godzilla egy kétéltű életmódot folytató, ősi faj máig fennmaradt példánya. Egy olyan időben alakult ki, amikor a Föld nagymértékű radioaktív sugárzást bocsátott ki, majd ahogy ez megszűnt, Godzilla a tengerfenékre húzódott, ahol a bolygó belsejének sugárzásával tartotta magát életben. 1954-ig hibernálva vészelte át az évmilliókat, majd a nukleáris fegyverekkel folytatott kísérletek felébresztették. Eredetéből fakadóan a szörny ezen interpretációja eleve rendelkezett különleges képességekkel.
A Godzilla Resurgence az első olyan japán film, mely teljesen eltekint a karakter korábbi eredettörténeteitől. Itt nem egy bombák által mutált dinoszauruszként, hanem egy folyamatos fejlődésre képes vízi lényként jelenik meg, mely főleg a fukusimai atomerőmű-balesetre reflektál.

### Godzillák
A Godzilla filmek fiktív univerzumában nem csak egy Godzilla létezett. Számos Godzilla karaktert lehet elkülöníteni, plusz további fajtársai is feltűnnek:
- 1. Godzilla: Az eredeti szörny, amely az '54-es filmben tűnt fel. A film végén megsemmisítik.
- 2. Godzilla: Az 1955-ös Godzilla Raids Again című folytatásban tűnik fel először, s a Sóva széria végéig a főszerepben marad.
  - Minilla: egy bébi Godzilla.
- 3. Godzilla: Az 1984-es reboot-ban jelenik meg először, s a Heiszei széria végéig, 1995-ig szerepel. Az 1991-es  Godzilla vs. King Ghidorah film időutazás köré épülő cselekménye megnehezíti a széria értelmezését, ugyanis a szörny eredete látszólag átíródik. Vitatható, hogy az új Godzilla külön szereplőként kezelendő-e, mivel ugyanabból a Godzillasaurus egyedből fejlődött ki, ám egyes értelmezések szerint a történetben nincs önellentmondás, mert a filmben nem egy új Godzilla születik, hanem a már meglévő fejlődik tovább.[22]
  - Godzilla Junior, más néven Baby Godzilla vagy Little Godzilla: Godzilla örökbefogadott gyereke.
- 4. Godzilla: Egyedül az 1999-es Godzilla 2000 című filmben szerepel.
- 5. Godzilla: Bár a dizájnja megegyezik az előző filmével, ez a Godzilla csak 2000-es Godzilla vs. Megaguirus filmben szerepel. Noha a film története szerint ez a Godzilla megegyezik az '54-essel, külön kezelendők, mivel a két film külön kontinuitásokban játszódik.
- 6. Godzilla: A 2001-es Godzilla, Mothra and King Ghidorah: Giant Monsters All-Out Attack című filmben szerepelt.
- 7. Godzilla: A 2002-es Godzilla Against Mechagodzilla és a 2003-as Godzilla: Tokyo S.O.S. filmek szereplője.
- 8. Godzilla: A 2004-es Godzilla: Final Wars szörnye
  - 2. Minilla: A Sóva korszaki Minilla karakter újragondolása, ugyanabból a filmből.
- 9. Godzilla: A 2014-ben bemutatott film címszereplője. A mű szerint korábban több fajtársa élt.
- 10. Godzilla: A 2016-os Godzilla Resurgence szörnye, mely nem kötődik egyik előző változathoz sem.

A TriStar Pictures 1998-as feldolgozásában szereplő lény a film és az az alapján készült rajzfilmsorozat keretén belül Godzillának számít, de 2004-től kezdve minden további megjelenésében már a „Zilla” nevet viseli.

## Háttér
Godzilla ötletével Tanaka Tomojuki producer állt elő. Inspirációjául a Daigo Fukuryu Maru (Szerencsés Sárkány 5.) nevű japán halászhajó tragédiája szolgált, amelynek legénységét 1954. március elsején az amerikai Castle Bravo nevű hidrogénbomba által hátrahagyott rádióaktív kihullás betegítette meg, s egyiküket meg is ölte. Ezzel Japán háborús félelmei ismét előkerültek. De a filmötlet mögött nemcsak a második világháború és az atomtesztek szörnyűségei álltak. Az 1933-as készítésű King Kong 1952-es kiadása és a szintén amerikai Pánik New Yorkban (The Beast From 20 000 Fathoms, 1953) című filmek sikere felkeltette a közönség érdeklődését az óriásszörnyes mozifilmekre.
Godzilla japán neve egy vegyülékszó, a japán „gorira” (ゴリラ, gorilla) és „kudzsira” (鯨（クジラ）, bálna) szavak összetételéből származik. Több, megerősítetlen magyarázat van a névválasztásra. Az egyik szerint a szörnyet eredetileg ezen két állat keverékeként képzelték el, egy másik népszerű szóbeszéd szerint a Toho stúdió egyik túlsúlyos munkatársát csúfolták így, és tőle kapta a nevet.
A gorilla-bálna keveréken kívül más dizájnokat is felvetettek. A film speciális effektusaiért felelős Cuburaja Eidzsi eleinte óriási polipként képzelte el Godzillát, de egy gombafelhőfejű szörnyet is felvázoltak, mint lehetséges tervet. Végül is a mára ikonná vált dinoszaurusz-szerű dizájn mellett döntöttek. Ennek egyik oka, hogy Japán akkori pénzügyi helyzete nem tette volna lehetővé bonyolult speciális effektek (például a stop-motion) alkalmazását, és egyszerűbb volt egy jelmezbe öltöztetett színészt filmezni.
Godzilla jellegzetes, érdes hangját a film zenéjét szerző Ifukuba Akira találta ki. Gyantával bekent bőrkesztyűket húzott végig egy nagybőgő meglazított húrjain, majd a felvett hangot lelassította. A 2014-es amerikai feldolgozásban használt üvöltés eredetét a készítők eltitkolták.
A Sóva korszak filmjeiben a szörnyet főleg Nakadzsima Haruó alakította. Képzett harcművészként Godzillát remek szörnyharcossá változtatta.
A karaktert nemcsak jelmezekkel valósították meg. Számos filmben egy külön fej-modellt használtak a közelképekre. Ez rendszerint kidolgozottabb volt a jelmez fejénél, és bonyolultabb mozgásra, arcmimikára, szemmozgatásra volt képes.
Másfajta filmes technikákat is bevetettek Godzilla életre keltésére. Az 1954-es eredeti egy snittjére a lény farkát stop-motion technikával mozgatták, majd az 1962-es King Kong vs Godzilla című filmben a két címszereplő szintén stop-motion bábuvá válik egy snitt erejére. Az 1984-es Godzilla remake a jelmezen kívül egy óriási animatronikus robotot, az úgynevezett „Cybot”-ot is használta, mely kifejezőbb mozgásra volt képes a jelmeznél. Az 1999-től 2004-ig tartó Millennium korszakban pedig már modern CGI technikát is alkalmaztak az olyan jelenetekhez, melyeket jelmezzel nem lehetett volna kivitelezni.
A 2014-es amerikai remake szintén számítógépes animációval jeleníti meg a szörnyét, és a mozgásához TJ Storm alakítását rögzítették motion capture technikával. A 2016-os Godzilla Resurgence a sorozat első japán filmje, mely egyáltalán nem használ jelmezeket. Eredetileg nagyméretű bábukat szerettek volna CGI grafikával ötvözni és kiegészíteni, ám a kész filmben a szörnyet teljes egészében számítógépes effektek keltették életre. A mozgását itt Nomura Manszai motion capture felvételei szolgáltatták.

### Jelmezek
Godzillát a 29 japán filmje alatt összesen 17 jelmezdizájn jelenítette meg, de mivel némely filmhez több jelmez is készült, a valós szám ennél magasabb. A Sóva széria alatt ezeket kézzel készítették: egy testformára kézzel vitték fel a latexrétegeket. A Heiszei széria során vezették be a fröccsöntéses eljárást.
Rendszerint minden filmhez külön jelmezt készítettek, de ahol a költségvetés nem engedte, a korábbiakat hasznosították újra, olykor némi módosítással. E mellett az olyan jelenetekhez, melyek veszélyeztették volna a jelmez épségét (például vizes jelenetek), szintén korábbi jelmezeket alkalmaztak. Ennek eredményeképp Godzilla kinézete sokat változott, olykor akár egy filmen belül is.
Mindegyik jelmeznek saját neve van, amiket eredetileg makettgyártók találtak ki, de azóta elterjedtek a Godzillához kötődő tágabb irodalomban. E nevek előtagja a filmek japán címéből vagy Godzilla ellenségeinek nevéből származik – ez alól kivételt képez az eredeti dizájn, melynek „shodai-” előtagja elsőt jelent. Az utótag lehet „-Goji” vagy „-Godzilla”. A lista a japán utótagokat tünteti fel:
- ShodaiGoji: Az első jelmez. Jellegzetességei a nagy szemfogak, kis fülek, négy lábujj és a farka aljának durva felszíne. Mivel nem a színész méreteire volt szabva, nagyon nehezen lehetett benne mozogni.[26]
  - fő filmek: Godzilla (1954)
- GyakushuGoji: A második jelmezt már a színészre méretezték, ami nagyban megkönnyítette a filmezést.[36] Sokban hasonlított az első jelmezre, de karcsúbb volt annál. Három lábujja volt.
  - fő filmek: Godzilla Raids Again (1955)
- KingGoji: A leghüllőszerűbb jelmez. Elhagyta a szemfogakat, a füleket, három lábujja volt és a farok alja sima lett. Kézujjain nagy karmokat viselt.
  - fő filmek: King Kong vs. Godzilla (1962)
- MosuGoji: A legnépszerűbb jelmez.[34] Fő jellegzetességei arányos testalkata, gonosz arckifejezése, kiugró szegycsontja és széttárt ujjai. Második filmes megjelenésére a szemeit mozgathatóvá tették.
  - egyéb nevek: SanDaiKaijuGoji
  - fő filmek: Mothra vs. Godzilla (1964), Ghidorah, the Three-Headed Monster (1964)
- DaisensoGoji: A korábbi jelmezekhez képest kidolgozatlan testalkatú és jellegtelen fejű. Ujjait összezárva tartja – ez a vonás a Sóva korszak végéig kitart.
  - egyéb nevek: NankaiGoji
  - fő filmek: Invasion of Astro-Monster (1965), Ebirah, Horror of the Deep (1966)
- MusukoGoji: A legemberszerűbb jelmez. Vaskos test és nyak jellemző rá, lapos arccal és magasan ülő szemekkel.
  - fő filmek: Son of Godzilla (1967)
- SoshingekiGoji: A DaisensoGoji alkalmankénti újrahasznosításától eltekintve ez a legtöbbet használt jelmez. Kidolgozott alkat, hosszú nyak és kiugró szegycsont jellemző rá. A filmek során változtattak arckifejezésén, szemén és szemhéjain.
  - egyéb nevek: AllKaijuGoji, HedoGoji, GiganGoji
  - fő filmek: Destroy All Monsters (1968), All Monsters Attack (1969), Godzilla vs. Hedorah (1971), Godzilla vs, Gigan (1972)
- MegaroGoji: A leggyorsabban, egy hét alatt elkészített jelmez.[37] Barátságos, rajzfilmszerű kinézetet kölcsönzött Godzillának. A filmek során módosítottak arcorrán, kifejezésén és a szemein.
  - egyéb nevek: MekaGoji, MekaGyakshuGoji
  - ShodaiNiseGoji: A hamis Godzillát, vagyis az álcázott Mechagodzillát megjelenítő jelmez. Nem sorolják a Godzilla jelmezek közé, de egy vizes jelenetben őt reprezentálta.
  - fő filmek: Godzilla vs. Megalon (1973), Godzilla a Mechagodzilla ellen (1974), Terror of Mechagodzilla (1975)
- 84Goji: A Heiszei széria visszatért Godzilla eredeti kinézetéhez. Új dizájnja visszahozta a szemfogakat, füleket, négyujjú lábakat és a durva aljú farkat. Nyaka rövid, a feje nagy, és a szemei barnák. Farka hosszabb és több hátlemeze volt, mint a korábbi jelmezeknek. A fröccsöntéses technika lehetővé tette, hogy ezentúl egy filmhez több jelmezt készítsenek, ezért külön jelmezeket használtak vízi és szárazföldi jelenetekhez. A jelmez érdekessége motorral mozgatott felső ajka. Godzillának ezen dizájnját egy film után elvetették.
  - „Cybot”: Egy 5 méter magas robot, amely noha a 84Goji dizájn alapján készült, csak felületesen hasonlított rá.[34]
  - fő filmek: The Return of Godzilla (1984)
- BioGoji: Godzilla újabb nagyszabású áttervezése a Heiszei korszak végéig kitartott. Izmai kidolgozottak, feje kicsi, arckifejezése állatias. Osztott felső ajka emlősszerű kinézetet kölcsönzött neki, de a cápákéhoz hasonló többszörös fogsort kapott. A hátlemezek száma csökkent és a farok alja ismét lapos. A lemezek tépőzárral csatlakoztak a testhez, vagyis cserélhetők voltak, ha világítaniuk kellett.
  - egyéb nevek: GhidoGoji
  - Sea 1989 Godzilla: A vízi jelenetekhez használt változat. Fején alacsony taréj húzódik, válla szögletesebb. Számos későbbi film vágóképeihez és jeleneteihez újrahasznosították ezeket a jelmezeket valamilyen formában.[34]
  - NG 1989 Godzilla: a „No Good”, azaz „Nem Jó” gúnynevet viselő jelmez egy korai elvetett dizájn, amely csak egy jelenetben szerepelt.
  - fő filmek: Godzilla vs Biollante (1989), Godzilla vs. King Ghidorah (1991)
- BatoGoji: A korábbi dizájn felületes áttervezése. A szemszíne arany, feje motorral külön mozgatható a testtől.
  - fő filmek: Godzilla and Mothra: The Battle for Earth (1992)
- RadoGoji: Újabb kismértékű áttervezés. Testalkata vaskosabb, de a fej nem mozgatható külön.
  - fő filmek: Godzilla vs. Mechagodzilla II (1993)
- MogeGoji: Másik felületes átdolgozás. Feje ismét mozgatható lett.
  - DesuGoji: A MogeGoji egy változata, mely a haldokló Godzillát jelképezi. Testfelületének részét átlátszó latexre cserélték, ami alá izzókat ültettek. Szeme szintén világít. A jelmezből nagy mennyiségű szén-monoxid gáz szivárgott, reprezentálva a Godzilla által sugárzott hőt.[34]
  - fő filmek: Godzilla vs. Space Godzilla (1994), Godzilla vs. Destoroyah (1995)
- MireGoji: A Millennium széria első nagyszabású áttervezése. A korábbi jelmezek több vonását visszahozta, úgy mint a szemfogakat és füleket. Szája széles, bőre durva, lemezei hatalmasak, szögletesek és rózsaszínűek. Ez az egyetlen Godzilla jelmez, amelynek teste zöld színű.
  - egyéb nevek: GiraGoji
  - fő filmek: Godzilla 2000 (1999), Godzilla vs. Megaguirus (2000)
- SokogekiGoji: A legnagyobb Godzilla jelmez.[34] Az eredeti és a Heiszei filmek dizájnjainak vegyítése. Legfőbb ismertetőjegye fehér, pupilla nélküli szeme. Ezen kívül dühös arckifejezés és nagy szemfogak jellemzők rá, de fülei nincsenek.
  - fő filmek: Godzilla, Mothra and King Ghidorah: Giant Monsters All-Out Attack (2001)
- KiryuGoji: Ez a jelmez emlékeztet a MireGoji verzióra, azonban a színe szürke és a feje kisebb, emlősszerűbb
  - TokyoGoji: Módosított változat, mellkasán nagy sebbel.
  - fő filmek: Godzilla against Mechagodzilla (2002), Godzilla: Tokyo S.O.S. (2003)
- FinalGoji: Az utolsó Godzilla jelmez. A legkarcsúbb, legmozgékonyabb Godzilla dizájn, mely puha anyagból készült, nagyban megkönnyítve ezzel a harcjelenetek eljátszását.[34] Arcorra keskeny és hosszú, fülei nagyobbak, arckifejezése dühöt sugároz.
  - fő filmek: Godzilla: Final Wars

## Filmográfia
A 28 Godzilla film, s ezekkel együtt többnyire a többi Toho-készítette kaidzsú film is, három nagy korszakra vagy szériára bontható. A lista a filmek japán kiadása szerinti sorrendet követi, de feltünteti azok modern angol címét is, és ahol lehet, a magyart is.

### Sóva (1954-1975)
Az első széria, mely 15 filmet foglal magában. Ezek története folytatólagos. Godzilla eleinte gonosz, de a sorozat folyamán antihőssé, végül tiszta hőssé válik:
- 1954: Godzsira (Godzilla)
  - 1956: Godzilla, King of the Monsters, a film amerikai változata. Amerikai színészeket illesztett a filmbe, köztük a Raymond Burr alakította új főszereplőt, részben átírva annak cselekményét.
  - 1977: Godzilla, más néven „Cozzilla”. Olasz gyártású, színezett változat, amely a japán eredeti és az amerikai újravágás anyagából készült, de valós archív felvételeket is tartalmazott a második világháború áldozatairól.[38]
- 1955: Godzsira no gjakusú (Godzilla Raids Again)
  - 1959: Gigantis the Fire Monster, a film amerikai változata, amely nagyban átírta azt, eltüntetve az elsőre tett utalásokat és „Gigantis”-ra keresztelve Godzillát.
- 1962: Kingu Kongu tai Godzsira (King Kong vs. Godzilla)
  - 1963: King Kong vs. Godzilla, a film amerikai változata. Új jeleneteket és filmzenét tartalmazott, nem követte az előző filmek cselekményét.
- 1964: Moszura tai Godzsira (Mothra vs. Godzilla)
- 1964: Szan Daikaidzsú: Csikjú szaidai no kesszen (Ghidorah, the Three-Headed Monster)
- 1965: Kaidzsú daiszenszó (Invasion of Astro-Monster)
- 1966: Godzsira, Ebira, Moszura: Nankai no Daikettó (Ebirah, Horror of the Deep)
- 1967: Kaidzsú-tó no kesszen: Godzsira no muszuko (Son of Godzilla)
- 1968: Kaidzsú szósingeki (Destroy All Monsters)
- 1969: Godzsira, Minira, Gabara: Óru kaidzsú daisingeki (All Monsters Attack)
- 1971: Godzsira tai Hedora (Godzilla vs. Hedorah)
- 1972: Csikjú kogeki meirei: Godzsira tai Gaigan (Godzilla vs. Gigan)
- 1973: Godzsira tai Megaro (Godzilla vs. Megalon)
- 1974: Godzsira tai Mekagodzsira (Godzilla vs. Mechagodzilla, Godzilla a Mechagodzilla ellen). Az egyetlen, Magyarországon is kiadott japán Godzilla film.[39] Az itthoni mozik 1989-ben mutatták be.
- 1975: Mekagodzsira no gjakusú (Terror of Mechagodzilla)

### Heiszei (1984-1995)
A franchise első nagyszabású újragondolása. 7 filmből állt, melyek szintén egymásra épültek. A Sóva korszakból egyedül az 1954-es eredeti film eseményeit ismerték el. Godzilla itt is gonoszként jelenik meg, a sorozat végén tragikus antihős lesz:
- 1984: Godzsira (The Return Of Godzilla)
  - 1985: Godzilla 1985, a film amerikai változata. Akárcsak a King of the Monsters, ez a feldolgozás is számos módosításban részesült, beleértve Raymond Burr karakterének visszatérését és a cselekmény részleges átírását.
- 1989: Godzsira vs. Biorante (Godzilla vs Biollante)
- 1991: Godzsira vs. Kingu Gidora (Godzilla vs. King Ghidorah)
- 1992: Godzsira vs. Moszura (Godzilla and Mothra: The Battle for Earth)
- 1993: Godzsira VS Mekagodzsira (Godzilla vs. Mechagodzilla II)
- 1994: Godzsira VS Szupeszugodzsira (Godzilla vs. Space Godzilla)
- 1995: Godzsira vs. Deszutoroja (Godzilla vs. Destroyah)

### Millennium (1999-2004)
Az utolsó japán széria. Egy antológiasorozat, amelybe 6 film tartozik, ezek azonban kettő kivételével függetlenek egymástól. Szintén csak az eredeti filmet követik, és eltekintenek az azóta készült epizódoktól. Godzilla jelleme filmenként változik.
- 1999: Godzsira ni-szen mireniamú (Godzilla 2000)
- 2000: Godzsira tai Megagiraszú: G sómecu szakuszen (Godzilla vs. Megaguirus)
- 2001: Godzsira, Moszura, Kingu Gidora: Daikaidzsú szókógeki (Godzilla, Mothra and King Ghidorah: Giant Monsters All-Out Attack)
- 2002: Godzsira tai Mekagodzsira (Godzilla against Mechagodzilla)
- 2003: Godzsira tai Moszura tai Mekagodzsira: Tokió S.O.S. (Godzilla: Tokyo S.O.S.)
- 2004: Godzsira: Fainaru uozu (Godzilla: Final Wars)

### 2016-os reboot
A Toho stúdió 2016-ban adta ki Anno Hideaki rendező Shin Gojira című filmjét, mely Japánon és Amerikán kívül a Godzilla Resurgence címet viseli. Még nem közölték, hogy egyedülálló műnek szánják-e, vagy egy egész szériát szeretnének rá alapozni. Történetileg nem kapcsolódik a korábbi filmekhez, sem a jelenlegi amerikai filmsorozathoz, amelyet a Legendary Pictures készít.

### Amerikai filmek
A Godzilla franchise két alkalommal részesült amerikai filmadaptációban. Ezek közül viszont csak egy tekinthető jogosan Godzilla filmnek.

Zilla a Godzilla című filmben. A dizájnt eredetileg Godzilla áttervezésének szánták, de ma már különálló karakterként tartják számon.

1998-ban, Roland Emmerich rendezésében, a TriStar Pictures stúdió elkészítette a Godzilla című filmet, amely új alapokra, valamint amerikai környezetbe helyezte az alaptörténetet. A film pénzügyi szempontból sikeres volt, azonban elsöprően negatív visszhangot váltott ki mind a kritikusok, mind a rajongók felől. Ennek egyik oka a Godzilla karakterét ért radikális áttervezés volt. A szereplőt gyakorlatilag összes jellegzetességétől megfosztották: nem volt képes atomsugarat lőni, az épületeket igyekezett elkerülni, félt a fegyverektől, és a film végén közönséges rakéták végeztek vele. A felháborodott rajongói közösség hamar megbélyegezte ezt az új lényt a „GINO” gúnynévvel (Godzilla In Name Only, azaz csak nevében Godzilla).
Nemcsak a rajongók, de a japán Godzilla filmkészítők is negatívan reagáltak a filmre. Kaneko Suszuke, a Godzilla, Mothra and King Ghidorah: Giant Monsters All-Out Attack és a 90-es évek Gamera filmjeinek rendezője hasonló véleménnyel volt, ezért a filmjében utalás történik arra, hogy a '98-as változatban nem Godzilla szerepelt, hanem egy másik szörny, akit az amerikaiak összetévesztettek vele. A Godzilla: Final Wars egy ennél sokkalta erősebb kritikával élt: a TriStar-féle Godzilla a filmben megküzd a japán Godzillával, aki másodpercek alatt megsemmisíti azt. A Final Wars kiadásával a lény nevét megváltoztatták. Kitamura Rjuhei rendező és a Godzilla franchise-ért felelős Tomijama Sogó hivatalosan átnevezték „Zilla”-ra, mondván, a film megfosztotta Godzillát „isteni” („god”) mivoltától. Zilla tehát hivatalosan egy különálló szörny, amely semmiképp nem azonos Godzillával, már a nevében sem. A Toho külön levédette a nevét, és a karakter egyedüli tulajdonosává vált, ugyanis a TriStar hozzá fűződő jogai 2003-ban elévültek. Zilla ezt követően bekerült a széria egyéb szörnyeinek sorába mint Godzilla számos ellenfelének egyike. Szakértők szerint ez a változat azért bukott meg, mert a filmkészítők nyugati felfogással álltak a szereplő koncepciójához, és egy sérülékeny állatként kezelték, szemben a keleti szemléletmóddal, amely szerint Godzilla a természeti erők emberi jellemvonásokkal ellátott megtestesülése.
A Warner Bros. és Legendary Pictures együttműködésével készült, 2014-ben bemutatott újabb feldolgozást Gareth Edwards rendezte. A film hűbben ragaszkodik a Godzilla karakter eredeti ábrázolásához, lévén maga Edwards is a franchise nagy rajongója. 108,2 méteres magasságával ezidáig ez a második legnagyobb filmes Godzilla. Edwards abban reménykedett, hogy Emmerich Zillájával szemben az ő szörnyét együtt fogják kezelni a Toho-féle Godzillákkal. A japán stúdió pozitívan fogadta a filmet.

### Egyéb hivatalos médiaszereplések
Godzilla, néhány rokon szörnyével egyetemben, vendégszereplőként megjelent a Toho Zone Fighter (1973) című élőszereplős tokuszacu sorozatában. 1997 és '98 között pedig a teljes szörnyeteggárdája feltűnt a Godzilla Island nevezetű tévéműsorban, ahol jelmezek helyett a Bandai által gyártott kicsiny játékfigurákkal reprezentálták őket.
A Hanna-Barbera 1978-ban elkészítette az első Godzilla rajzfilmsorozatot. Godzilla ebben zöld színű és a szokásosnál hüllőszerűbb kinézettel bír. Jogi okok miatt Godzilla hangját Ted Cassidy adta, és más Toho szörnyek nem kaptak benne szerepet, azonban az újonnan kitalált ellenségek számos utalást tettek rájuk.
1998-ban az amerikai Godzilla film folytatásaként az Adelaide Productions és a Fox létrehozta a Godzilla rajzfilmsorozatot (Godzilla: The Series). Noha a benne szereplő szörny nevét azóta Zillára változtatták, viselkedésében és képességeiben mégis sok hasonlóságot mutat a klasszikus Godzillára, annál kevesebben a filmbélire. A sorozat felépítésében és tematikájában nagyban emlékeztet a Hanna-Barbera produkciójára, és ahhoz hasonlóan szintén sok utalást tartalmaz a japán Godzilla filmekre. A rajongók ezt a sorozatot pozitívan fogadták.
Godzilla képregények mind Japánban, mind Amerikában készültek. A japán mangakiadványok javarészt a filmek történetét adaptálták, de olykor eredeti történeteket is megjelentettek. Amerikában a Marvel Comics, a Dark Horse Comics és az IDW Publishing adott ki képregénysorozatokat Godzilláról.
1983-tól 2007-ig több tucatnyi videójáték is megjelent Godzilla és a Toho stúdió egyéb karakterei alapján.

## Kulturális jelentőség
Bővebben: Godzilla (franchise)